# Kentlyn
 (août 2023).
Si vous disposez d'ouvrages ou d'articles de référence ou si vous connaissez des sites web de qualité traitant du thème abordé ici, merci de compléter l'article en donnant les références utiles à sa vérifiabilité et en les liant à la section « Notes et références ».
Kentlyn est une banlieue de Sydney, dans l’État de Nouvelle-Galles du Sud, en Australie, à 58 kilomètres au sud-ouest du quartier central des affaires de Sydney, dans la zone d'administration locale de la ville de Campbelltown. Elle fait partie de la région de Macarthur.

## Histoire
Kentlyn est le lieu d'origine du peuple Tharawal, qui a occupé la région pendant des milliers d'années. La région demeure principalement inhabitée au début du XIXe siècle jusqu'aux années 1890, lorsque les agriculteurs ont commencé à occuper la terre. La région est devenue Kent Farms puis, en 1933, elle est a officiellement pris le nom de Kent Lyn, modifié plus tard en Kentlyn.
Pendant la Grande dépression des années 1930, elle est devenue un genre de taudis pour les familles qui avaient perdu leur demeure. Le bureau de poste de Kentlyn est ouvert de 1936 à 1938. Pendant les années 1970, alors que de grandes parties de Campbelltown étaient mises en disponibilité pour développement, le Conseil choisit de protéger Kentlyn en découpant le territoire en lots d'au moins 5 acres (20 000 m2). De nos jours, elle est réputée comme l'une des banlieues les plus cossues de Campbelltown.

## Inscriptions patrimoniales
Kentlyn compte plueiurs lieux inscrits au patrimoine, comme la « Bull Cave », située Darling Avenue.

## Démographie
Selon le Recensement de 2016, Kentlyn compte une population de 740 âmes. 76,0 % d'entre sont nés en Australie et  77,2 % des gens ne parlent qu'anglais à la maison. La plupart des répondants sont de religion catholique (à 28,9 %), anglicane (19,0 %) et agnostique (15,9 %).
L'âge médian de la population de Kentlyn (banlieue) est de 40 ans. Les enfants âgés de 14 ans et moins représentent 19,7 % de la population contre 22,9 % pour les personnes âgées d'au moins 65 ans.
Le revenu hebdomadaire médian des ménages est de 2 050 $ contre la médiane nationale de 1 438 $. Les 207 foyers de Kentlyn sont des maisons simples; il n'y a pas d'immeubles résidentiels ou de lotissements dans la banlieue.